# Нэтчбулл-Хьюджессен, Эдуард, 1-й барон Брэбурн
Эдуард Нэтчбулл-Хьюджессен (англ. Edward Knatchbull-Hugessen; 29 апреля 1829 — 6 февраля 1893) — британский политик, 1-й барон Брэбурн с 1880 года. Второй сын сэра Эдуарда Нэтчбулла, 9-го баронета из Мершем-Хэтча. Представлял Сэндвич в Палате общин в 1857—1880 годах, занимал должности заместителя министра внутренних дел (1866, 1868—1871) и заместителя министра по делам колоний (1871—1874). В 1849 году получил королевское разрешение на дополнительную фамилию «Хьюджессен», которую носила его бабка по материнской линии.

## Семья
Нэтчбулл-Хьюджессен женился 19 октября 1852 года на Анне Саутвелл, дочери священнослужителя Маркуса Саутвелла. В этом браке родились:
- Эдуард (1857—1909), 2-й барон Брэбурн[2];
- Сесил, 4-й барон Брэбурн[3];
- Кэтрин (умерла в 1926)[4];
- Ева (умерла в 1895)[4].

В 1889 году Анна Нэтчбулл-Хьюджессен умерла. Через год Эдуард женился на Этель Уокер, дочери сэра Джорджа Уокера. В этом браке родились двое детей:
- Эдриан (1891—1976);
- Алисия (1893—1974), жена Бернарда Пирсона[4].